# Кейт Гулбрандсен
Кейт Гульбрандсен (норв. Kate Gulbrandsen; нар. 6 серпня 1965, Слемместад) — норвезька співачка. У 1986 році вона представляла Норвегію на пісенному фестивалі Yamaha в Токіо з піснею «Carnival». Вона виграла норвезький національний фінал Гран-прі Мелоді 1987 року в дуже близькому регіональному голосуванні, давши їй можливість змагатися за Норвегію на Євробаченні 1987 року з піснею «Mitt liv» («Моє життя»), написаною Рольфом Левландом та Ханне Крог. Там, у Брюсселі, вона фінішувала дев’ятою.
Гульбрандсен спробувала знову представляти Норвегію в 1989 році, співаючи «Nærhet» («Близькість») на Гран-прі Мелоді, хоча не пройшла.  Пісня була записана Гульбрандсен у 1991 році з дещо іншим аранжуванням.
Її версія Йорна Хансена «Med gullet for øyet» була офіційною піснею зимових Паралімпійських ігор 1998 року в Нагано, Японія.
У 2004 році, після більш ніж десяти років перебування на норвезькій популярній музичній сцені, Кейт повернулася до музики у стилі кантрі з двома новими композиціями, які потрапили до Норскоппеня, головного поп-чарту Норвегії. Вони включали нову версію хіта Доллі Партон «Jolene», яка увійшла до її альбому 2005 року «Vi to» («Ми вдвох»). «Jolene» Кейт провела 11 тижнів у Norsktoppen, і його назвали восьмою за популярністю піснею Norsktoppen у 2004 році. 
Сьогодні вона живе в Хокксунді з дочкою Сандрою. Її досі добре пам’ятають як одну з колишніх співачок Норвегії, і вона з’явилася серед глядачів у одному з півфіналів конкурсу Гран-прі Мелоді 2009 року в Норвегії, де було показано данину її участі у 1987 році.

## Дискографія
- The Beauty and the Beat  (1987)
- Sol om natten (1991)
- Vi to (2005)